# Англо-германское соперничество
Британско-германское соперничество — гонка вооружений между Британской и Германской империями с 1880-х годов по 1914 год, ставшая одной из причин Первой мировой войны.

## Начало соперничества
После смерти двух кайзеров Германии — Вильгельма I и Фридриха III — в 1888 году к власти в Германии пришел Вильгельм II. Новый кайзер ухудшил отношения с российским императорским и британским королевским домами. Германия объявила Британии торговую войну. Великобритания, стремясь догнать соперника, вышла из политики «блестящей изоляции» и начала создавать антигерманский блок государств.
Первой союзной державой стала Япония, однако союз был заключён против России и пока ещё не имел смысл германофобии. Первый союз английской монархии против Германии был заключён с Францией (1904 г.). Затем был заключён договор с Россией (Англо-русское соглашение 1907 года). Германия, зная что у Англии больше союзников, чем у неё, начала постройку своей колониальной империи. Также немцы создали мощный флот.  

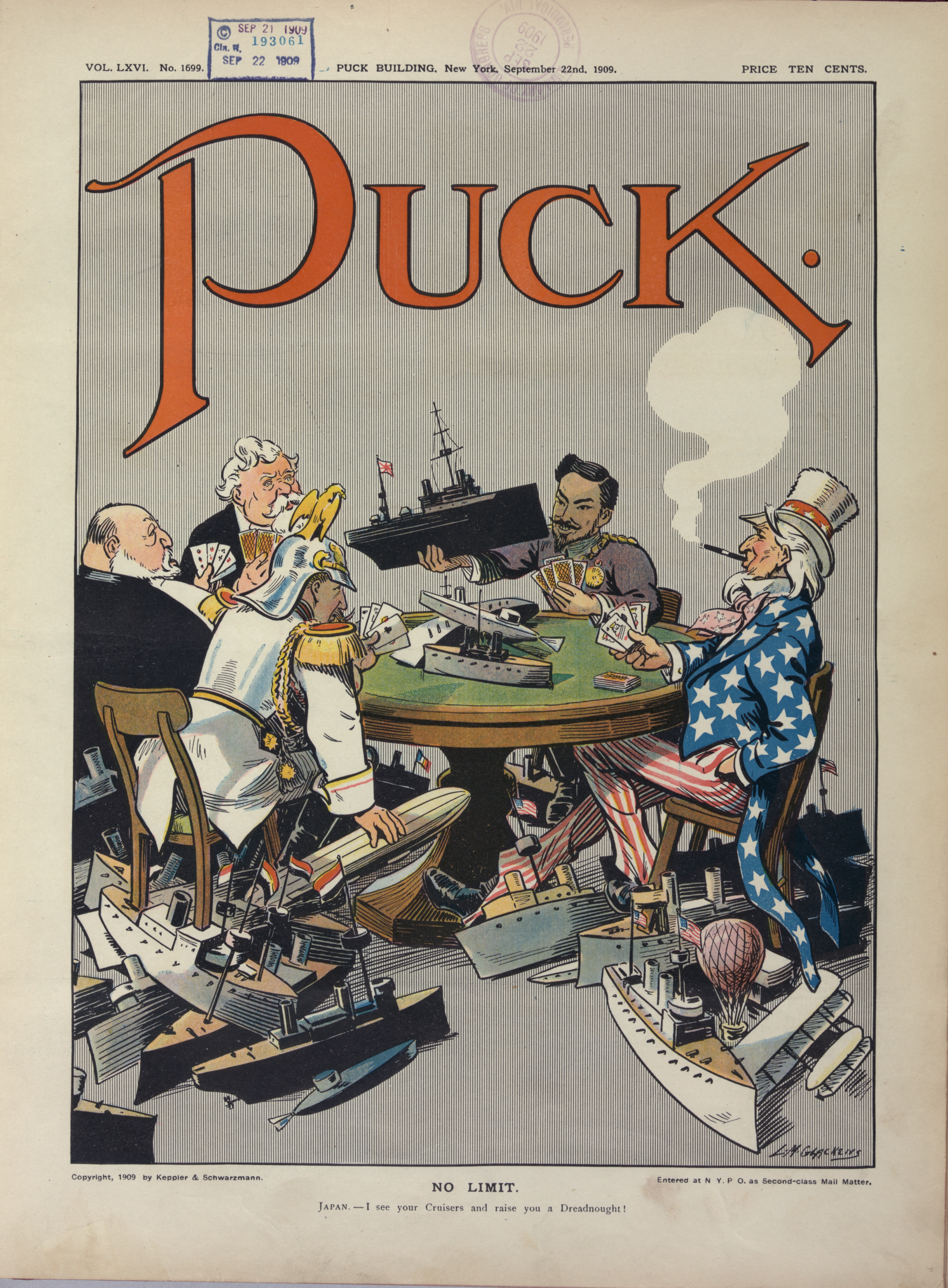
Карикатура 1909 года в журнале Puck изображает гонку морских вооружений.

В начале XX века британский военный флот соответствовал так называемому «двухдержавному стандарту», то есть превосходил силы соединённых флотов двух следующих по морской мощи держав. Но Германия из второразрядной морской державы стала быстро превращаться в одну из ведущих. К 1902 году в Великобритании стали ощущать связанную с этим угрозу британскому господству на море. Переход с 1906 года к строительству дредноутов, которые значительно превосходили ранее построенные броненосцы по огневой мощи и скорости, позволял Германии не только догнать, но и перегнать Великобританию по силе флота. 
15 августа 1906 года в Германии в Фридрихсхофе состоялась встреча германского императора Вильгельма II и британского короля Эдуарда VII. На ней кайзер заявил, что Германия строит свой флот исключительно с целью защиты торговых интересов и не имеет агрессивных намерений. Он сказал, что Великобритании вряд ли удастся сохранить «двухдержавный стандарт» из-за роста флотов других государств и провозгласил: «Я и мой народ никогда не потерпим, что бы кто-то нам указывал относительно развития наших морских и военных сил».
Предложенный германским военно-морским статс-секретарём Тирпицем вариант установления соотношения сил флотов в пропорции «3:4» не мог быть одобрен британцами, так как это противоречило британской политике «двухдержавного стандарта». Германский рейхсканцлер Бюлов, бывший сторонником достижения договорённостей с британцами по вопросу о флоте, в 1909 году ушёл в отставку.
Но в декабре 1911 года, после второго марокканского кризиса, германские правящие круги стали вновь зондировать возможность соглашения с Великобританией. 8-11 февраля 1912 года Германию посетила делегация во главе с военным министром Великобритании Р. Холденом. Холден в первой же беседе с новым германским рейхсканцлером Бетманом-Гольвегом заявил, что если Германия будет строить новые военные корабли, то Великобритания построит их вдвое больше. За отказ от дальнейшего усиления германского флота Холден предложил Германии колониальные уступки в Африке, а также соглашение о финансировании Багдадской железной дороги. Бетман-Гольвег, в свою очередь, представил проект англо-германского соглашения, по которому каждая сторона соблюдает «благоприятный нейтралитет» в случае «вовлечения в войну» другой стороны.  Но Холден отклонил этот проект и предложил другую формулу, по которой каждая сторона обязуется не участвовать в неспровоцированном нападении на другую сторону и в агрессивных комбинациях против нее. Дальнейшие переговоры были перенесены в Лондон.
Однако, когда британские специалисты изучили планы германского морского строительства, они были поражены их размахом. В марте 1912 года британское правительство внесло в парламент законопроект о постройке двух военных кораблей в ответ на каждый корабль, строящийся в Германии. Переговоры с Германией были прерваны. В конце 1912 года рекламщики носили по улицам Лондона плакаты со сравнением британских и германских сил, на которых были перечислены все готовые дредноуты обеих стран, а также все строящиеся и предполагаемые к закладке в будущем. Общий смысл данной таблицы заключался в том, что к 1915 году Британия будет иметь 36 дредноутов против 33 или 36 дредноутов Тройственного союза. Всё это приводило к росту антигерманских настроений и общей нервозности в британском обществе.
4 августа 1914 года, когда немецкие войска напали на Бельгию, Великобритания, являясь гарантом независимости Бельгии, объявила Германии войну. С этого дня гонка вооружений превратилась в войну между двумя империями.

## Периоды охлаждения англо-германских отношений (1888—1914)
Флаги показывают, кто именно охладил отношения
- Германская империя: Восхождение Вильгельма II на престол
- Германская империя: Поддержка немцами буров во время войны
- Великобритания,  Япония: Заключение Англией союза с Японией
- Великобритания,  Франция: Заключение англо-французского альянса
- Российская империя,  Великобритания: К англо-французскому союзу присоединилась Россия
- Германская империя: Нападение на Бельгию 4 августа 1914 года. Гонка превратилась в войну.

## Места и виды соперничества
- Империя Цин: Германия захватила Циндао, а Британия Гонконг.
- Африка: Германия создала колонии в Камеруне, Того, на юго-западе, и на-юго-востоке. Британия (если не считая колонии, открытые англичанами до 1888 года) — Трансвааль, Египет, Сомали (северная часть), Судан, часть Ливии и т. д.
- Господство на море: Германия попыталась построить мощный флот, способный конкурировать с флотом соперника. Но даже к Первой мировой войне она так и не смогла догнать Великобританию по размеру флота.
- Место в мировой экономике: Германия после прихода Вильгельма II стала наращивать армию, флот и экономику. Уже в начале XX века Германия процветала и конкурировала с Великобританией, Францией и США. На мировом рынке немецкие товары вытесняли британские. Так продолжалось до 1914 года, даже когда соперники уже находились в состоянии войны. После этого Британия объявила Германии морскую блокаду, что нанесло удар по Германии.
- Авторитет в мире: Германия, Франция, Россия и Великобритания соперничали в колониальном разделе Африки (кроме России), Средней Азии (кроме Германии и Франции) и в Китае. Германия пыталась подавить Британию на мировой арене и стать первой сверхдержавой.